# EHF Cup 2010-11 (kvinder)
EHF Cup 2010–11 for kvinder var den 18. udgave af EHF Cup arrangeret af European Handball Federation. Turneringen havde deltagelse af 50 klubber og blev spillet i perioden 4. september 2010 – 15. maj 2011.
For første gang i EHF Cup'en historie mødtes to danske hold i finalen, hvor FC Midtjylland Håndbold over to kampe besejrede Team Tvis Holstebro med 52-47. Det var FC Midtjylland Håndbolds anden EHF Cup-titel – den første blev vundet i sæsonen 2001-02 under navnet Ikast-Bording Elite-Håndbold. Til gengæld var Team Tvis Holstebro i en Europa Cup-finale for første gang.

## Resultater

### 1. runde
Fire hold spillede om to pladser i 2. runde.
| Dato    | Dato    | Hjemmehold i 1. kamp   | Hjemmehold i 2. kamp | Resultat | Resultat | Resultat |
| 1. kamp | 2. kamp | Hjemmehold i 1. kamp   | Hjemmehold i 2. kamp | Samlet   | 1. kamp  | 2. kamp  |
| ------- | ------- | ---------------------- | -------------------- | -------- | -------- | -------- |
| 5.9.    | 11.9.   | KF Valur               | IUVENTA Michalovce   | 56–51    | 26-21    | 30-30    |
| 4.9.    | 11.9.   | Enosi Neoleas Athienou | KHF Prishtina        | 58–61    | 36-34    | 22-27    |

### 2. runde
Anden runde havde deltagelse af 32 hold, der spillede om 16 pladser i 3. runde. De deltagende hold var:
- 2 vindere fra 1. runde.
- 28 seedede hold, der først trådte ind i turneringen i 2. runde.
- 2 hold, der blev slået ud i 1. kvalifikationsrunde til Champions League.

| Dato    | Dato    | Hjemmehold i 1. kamp   | Hjemmehold i 2. kamp           | Resultat | Resultat | Resultat |
| 1. kamp | 2. kamp | Hjemmehold i 1. kamp   | Hjemmehold i 2. kamp           | Samlet   | 1. kamp  | 2. kamp  |
| ------- | ------- | ---------------------- | ------------------------------ | -------- | -------- | -------- |
| 23.10.  | 24.10.  | Buxtehuder SV          | SC ZSIA                        | 75–37    | 37-21    | 38-16    |
| 23.10.  | 24.10.  | Havre AC               | Colégio João de Barros         | 53–40    | 24-21    | 29-19    |
| 16.10.  | 23.10.  | Vistal Łączpol Gdynia  | SYMA Váci Női KSE              | 57–78    | 32-40    | 25-38    |
| 22.10.  | 23.10.  | Artro Teramo           | CD Escola Sec. Gil Eanes       | 50–61    | 21-31    | 29-30    |
| 15.10.  | 16.10.  | HC Zalau               | HB Dudelange                   | 85–27    | 43-16    | 42-11    |
| 23.10.  | 24.10.  | KHF Prishtina          | HC Kuban Krasnodar             | 46–77    | 24-42    | 22-35    |
| 16.10.  | 17.10.  | VfL Oldenburg          | KF Valur                       | 62–53    | 36-25    | 26-28    |
| 16.10.  | 17.10.  | Fémina Visé Handball   | HC Dunarea Braila              | 34–71    | 17-32    | 17-39    |
| 23.10.  | 24.10.  | ŽRK Ilidža             | Spono Handball                 | 25–56    | 12-28    | 13-28    |
| 23.10.  | 24.10.  | HV Hellas              | ŽRK Naisa Niš                  | 42–55    | 22-28    | 20-27    |
| 23.10.  | 24.10.  | SGK Gorodnitjanka      | Skövde HF                      | 48–67    | 23-34    | 25-33    |
| 16.10.  | 23.10.  | Békéscsabai Előre NKSE | RK Olimpija                    | 54–54    | 32-23    | 22-31    |
| 22.10.  | 23.10.  | İzmir BSB SK           | LK Zug Handball                | 77–58    | 37-26    | 40-32    |
| 23.10.  | 24.10.  | Team Tvis Holstebro    | AC Anagennisi Arta             | 84–37    | 49-18    | 35-19    |
| 15.10.  | 17.10.  | Cleba Balonmano Leon   | Kale 2001 KTB                  | 96–30    | 50-16    | 46-14    |
| 17.10.  | 24.10.  | Frisch Auf Göppingen   | AC Latsia Kentriki Asfalistiki | 64–41    | 34-19    | 30-22    |

### 3. runde
Tredje runde havde deltagelse af 32 hold, der spillede om 16 pladser i ottendedelsfinalerne. De deltagende hold var:
- 16 vindere fra 2. runde.
- 4 seedede hold, der først trådte ind i turneringen i 3. runde.
- 12 hold, der blev slået ud i 2. kvalifikationsrunde til Champions League.

| Dato    | Dato    | Hjemmehold i 1. kamp     | Hjemmehold i 2. kamp    | Resultat | Resultat | Resultat |
| 1. kamp | 2. kamp | Hjemmehold i 1. kamp     | Hjemmehold i 2. kamp    | Samlet   | 1. kamp  | 2. kamp  |
| ------- | ------- | ------------------------ | ----------------------- | -------- | -------- | -------- |
| 14.11.  | 20.11.  | KIF Vejen                | Frisch Auf Göppingen    | 65–48    | 28-19    | 37-29    |
| 13.11.  | 21.11.  | Skövde HF                | RK Metalurg             | 44–48    | 20-27    | 24-21    |
| 19.11.  | 21.11.  | SPR Lublin SSA           | Havre AC                | 44–48    | 22-24    | 22-24    |
| 20.11.  | 21.11.  | ŽRK Naisa Niš            | FC Midtjylland Håndbold | 49–62    | 23-31    | 26-31    |
| 13.11.  | 20.11.  | VfL Oldenburg            | U Jolidon Cluj Napoca   | 67–58    | 37-30    | 30-28    |
| 14.11.  | 21.11.  | Team Tvis Holstebro      | TSV Bayer 04 Leverkusen | 54–49    | 27-23    | 27-26    |
| 13.11.  | 21.11.  | Buxtehuder SV            | Team Esbjerg            | 52–53    | 29-25    | 23-28    |
| 13.11.  | 20.11.  | Cleba Balonmano Leon     | BM Mar Sagunto          | 52–57    | 24-24    | 28-33    |
| 20.11.  | 21.11.  | İzmir BSB SK             | Byåsen IL               | 44–58    | 25-29    | 19-29    |
| 14.11.  | 21.11.  | HC Kuban Krasnodar       | Maliye Milli Piyango SK | 60–52    | 33-26    | 27-26    |
| 12.11.  | 13.11.  | SYMA Váci Női KSE        | BM Elda Prestigio       | 81–65    | 38-30    | 43-35    |
| 13.11.  | 20.11.  | AC Ormi-Loux Patras      | HC Dunarea Braila       | 47–52    | 21-22    | 26-30    |
| 13.11.  | 20.11.  | CD Escola Sec. Gil Eanes | T+A/VOC Amsterdam       | 59–68    | 30-34    | 29-34    |
| 13.11.  | 21.11.  | HC Lada                  | Spono Handball          | 67–36    | 37-24    | 30-12    |
| 13.11.  | 20.11.  | GK Sparta                | RK Olimpija             | 51–54    | 26-24    | 25-30    |
| 14.11.  | 20.11.  | HC Zalau                 | RK Zaječar              | 51–55    | 29-25    | 22-30    |

### Ottendedelsfinaler
Ottendelsfinalerne havde deltagelse af de 16 vinderhold fra 3. runde, som spillede om otte pladser i kvartfinalerne.
| Dato    | Dato    | Hjemmehold i 1. kamp    | Hjemmehold i 2. kamp | Resultat | Resultat | Resultat |
| 1. kamp | 2. kamp | Hjemmehold i 1. kamp    | Hjemmehold i 2. kamp | Samlet   | 1. kamp  | 2. kamp  |
| ------- | ------- | ----------------------- | -------------------- | -------- | -------- | -------- |
| 12.2.   | 13.2.   | RK Olimpija             | Team Tvis Holstebro  | 030–102  | 11-54    | 19-48    |
| 5.2.    | 13.2.   | FC Midtjylland Håndbold | Havre AC             | 52–37    | 28-14    | 24-23    |
| 6.2.    | 12.2.   | VfL Oldenburg           | RK Zaječar           | 81–56    | 42-25    | 39-31    |
| 12.2.   | 13.2.   | Byåsen IL               | SYMA Váci Női KSE    | 58–60    | 34-29    | 24-31    |
| 5.2.    | 12.2.   | HC Dunarea Braila       | Team Esbjerg         | 42–46    | 20-21    | 22-25    |
| 5.2.    | 12.2.   | BM Mar Sagunto          | HC Kuban Krasnodar   | 74–59    | 42-31    | 32-28    |
| 5.2.    | 12.2.   | KIF Vejen               | T+A/VOC Amsterdam    | 65–46    | 37-22    | 28-24    |
| 6.2.    | 12.2.   | HC Lada                 | RK Metalurg          | 59–40    | 31-17    | 28-23    |

### Kvartfinaler
Kvartfinalerne havde deltagelse af de otte vinderhold fra ottendedelsfinalerne, som spillede om fire pladser i semifinalerne.
| Dato    | Dato    | Hjemmehold i 1. kamp | Hjemmehold i 2. kamp    | Resultat | Resultat | Resultat |
| 1. kamp | 2. kamp | Hjemmehold i 1. kamp | Hjemmehold i 2. kamp    | Samlet   | 1. kamp  | 2. kamp  |
| ------- | ------- | -------------------- | ----------------------- | -------- | -------- | -------- |
| 13.3.   | 20.3.   | Team Tvis Holstebro  | SYMA Váci Női KSE       | 65–60    | 36-32    | 29-28    |
| 12.3.   | 19.3.   | Team Esbjerg         | FC Midtjylland Håndbold | 50–51    | 21-27    | 29-24    |
| 11.3.   | 13.3.   | BM Mar Sagunto       | HC Lada                 | 40–51    | 23-28    | 17-23    |
| 12.3.   | 19.2.   | KIF Vejen            | VfL Oldenburg           | 50–55    | 24-26    | 26-29    |

### Semifinaler
Semifinalerne havde deltagelse af de fire vinderhold fra kvartfinalerne, som spillede om de to pladser i finalen.
| Dato    | Dato    | Hjemmehold i 1. kamp    | Hjemmehold i 2. kamp | Resultat | Resultat | Resultat |
| 1. kamp | 2. kamp | Hjemmehold i 1. kamp    | Hjemmehold i 2. kamp | Samlet   | 1. kamp  | 2. kamp  |
| ------- | ------- | ----------------------- | -------------------- | -------- | -------- | -------- |
| 9.4.    | 17.4.   | FC Midtjylland Håndbold | VfL Oldenburg        | 52–48    | 27-19    | 25-29    |
| 10.4.   | 16.4.   | HC Lada                 | Team Tvis Holstebro  | 51–52    | 32-26    | 19-26    |

### Finale
| Dato    | Dato    | Hjemmehold i 1. kamp    | Hjemmehold i 2. kamp | Resultat | Resultat | Resultat |
| 1. kamp | 2. kamp | Hjemmehold i 1. kamp    | Hjemmehold i 2. kamp | Samlet   | 1. kamp  | 2. kamp  |
| ------- | ------- | ----------------------- | -------------------- | -------- | -------- | -------- |
| 8.5.    | 15.5.   | FC Midtjylland Håndbold | Team Tvis Holstebro  | 52–47    | 28-21    | 24-26    |